# Alejandra Pérez Núñez
Alejandra Pérez Núñez (Punta Arenas, 1972) Alias elpueblodechina es una artista visual chilena. Actualmente vive y trabaja en Punta Arenas. Ha desarrollado obra en el campo del arte sonoro, experimentando con el noise y el registro de sonidos en el paisaje, cartografías sonoras.

## Biografía
La artista realizó estudios en psicología y estética en la Universidad Católica y un master en Diseño de Medios, de la Universidad de Róterdam, en donde aprendió de software libre.
Ha desarrollado obra Un elemento en común alfa para la radio del Museo Reina Sofía que consiste en un trabajo de investigación sobre el paisaje invisible, que se combina con un interés por el estudio de la crítica cultural y el derecho al conocimiento libre y abierto.
Ha trabajado basada en los paisajes sonoros de Chile. Durante el año 2009 viajó a la Antártica donde grabó sonidos de baja frecuencia, imperceptibles al oído humano, para construir un banco sonoro en línea, que permitiera cartografiar el territorio Antártico desde lo imperceptible. Luego de esto vino Londres, donde estudió un doctorado en prácticas creativas, con una beca de la Facultad de Media Arte y Diseño de la Universidad de Westminster
- Lenguajes: Arte Sonoro, Ruidismo, Electromagnetismo
- Temáticas: Ciudad, Activismo, Invisibilidad/visibilidad
- Herramientas: Microfonía, Sensores, Hidrófono[5]

## Obra
- Un elemento en común alfa comisariada por José Luis Espejo como encargo para la Radio del Museo Reina Sofía.
- https://soundcloud.com/elpueblodechina